# Osso palpebral
O osso palpebral é um pequeno osso dérmico encontrado na região da órbita ocular em uma variedade de animais, incluindo crocodilianos e dinossauros ornitísquios. Também é conhecido como adlacrimal ou supraorbital, embora o último termo não possa ser confundido com supraorbital em peixes osteichthianos. Nos ornitísquios, o palpebral pode formar uma ponta que se projeta do canto superior frontal da órbita. É grande em heterodontossaurídeos, ornitópodes basais como Thescelosaurus (como Bugenasaura) e Dryosaurus, e ceratopsianos basais como Archaeoceratops; nesses animais, a ponta é alongada e teria se destacado e sobre o olho como uma sobrancelha ossuda. Como observou o paleoartista Gregory S. Paul, pálpebras alongadas teriam dado aos seus proprietários "olhos de águia" de aparência feroz. Nesses casos, o palpebral expandida pode ter funcionado para sombrear o olho.